# Elimane Cissé
Elimane Oumar Cissé (12 marzo 1995) è un calciatore senegalese, centrocampista del Forge.

## Carriera

### Club
Ha giocato nella massima serie canadese con il Forge, con cui sia nel 2019 che nel 2020 ha vinto il campionato; tra il 2019 ed il 2021 ha inoltre partecipato a tre edizioni consecutive della CONCACAF League, disputandovi in totale 11 partite.

### Nazionale
Ha partecipato ai Mondiali Under-20 del 2015.
Il 20 febbraio 2016 ha esordito in nazionale maggiore, in una partita amichevole persa per 2-0 sul campo del Messico; nel 2017 ha poi giocato ulteriori cinque partite in nazionale, quattro delle quali in partite di qualificazione al Campionato delle nazioni africane.

## Statistiche

### Cronologia presenze e reti in nazionale
| Cronologia completa delle presenze e delle reti in nazionale ― Senegal | Cronologia completa delle presenze e delle reti in nazionale ― Senegal | Cronologia completa delle presenze e delle reti in nazionale ― Senegal | Cronologia completa delle presenze e delle reti in nazionale ― Senegal | Cronologia completa delle presenze e delle reti in nazionale ― Senegal | Cronologia completa delle presenze e delle reti in nazionale ― Senegal | Cronologia completa delle presenze e delle reti in nazionale ― Senegal | Cronologia completa delle presenze e delle reti in nazionale ― Senegal |
| Data                                                                   | Città                                                                  | In casa                                                                | Risultato                                                              | Ospiti                                                                 | Competizione                                                           | Reti                                                                   | Note                                                                   |
| ---------------------------------------------------------------------- | ---------------------------------------------------------------------- | ---------------------------------------------------------------------- | ---------------------------------------------------------------------- | ---------------------------------------------------------------------- | ---------------------------------------------------------------------- | ---------------------------------------------------------------------- | ---------------------------------------------------------------------- |
| 10-2-2016                                                              | Miami                                                                  | Messico                                                                | 2 – 0                                                                  | Senegal                                                                | Amichevole                                                             | -                                                                      |                                                                        |
| 15-7-2017                                                              | Freetown                                                               | Sierra Leone                                                           | 1 – 1                                                                  | Senegal                                                                | Qual. Campionato delle Nazioni Africane 2018                           | -                                                                      |                                                                        |
| 22-7-2017                                                              | Dakar                                                                  | Senegal                                                                | 3 – 1                                                                  | Sierra Leone                                                           | Qual. Campionato delle Nazioni Africane 2018                           | -                                                                      |                                                                        |
| 6-8-2017                                                               | Dakar                                                                  | Senegal                                                                | 1 – 1                                                                  | Mali                                                                   | Amichevole                                                             | -                                                                      |                                                                        |
| 15-8-2017                                                              | Dakar                                                                  | Senegal                                                                | 3 – 1                                                                  | Guinea                                                                 | Qual. Campionato delle Nazioni Africane 2018                           | -                                                                      |                                                                        |
| 23-8-2017                                                              | Conakry                                                                | Guinea                                                                 | 5 – 0                                                                  | Senegal                                                                | Qual. Campionato delle Nazioni Africane 2018                           | -                                                                      |                                                                        |
| Totale                                                                 |                                                                        | Presenze                                                               | 6                                                                      |                                                                        | Reti                                                                   | 0                                                                      |                                                                        |

## Palmarès

### Club

#### Competizioni nazionali
- Canadian Premier League: 2

Forge: 2019, 2020